# میناکاتا کوماگوسو
میناکاتا کوماگوسو (به ژاپنی: 南方 熊楠 Minakata Kumagusu);( ۱۸ مهٔ ۱۸۶۷ – ۲۹ دسامبر ۱۹۴۱) یک دانشمند اهل ژاپن بود.